# Rockstar New England
Rockstar New England, anteriormente conocido como Mad Doc Software, es una empresa desarrolladora de videojuegos estadounidense fundada en 1998 por Dr. Ian Lane Davis. La compañía tiene su sede en la región de Nueva Inglaterra, concretamente en Andover, Massachusetts, al norte de Boston.
La compañía original, Mad Doc Software, fue fundada por Dr. Ian Lane Davis, un experto en inteligencia artificial. La compañía incorpora nuevas redes, gráficos y tecnologías AI en sus videojuegos (Empire Earth II usa motores gráficos Mad3D Game Engine de Mad Doc y tecnologías MadAI). Como Mad Doc, la compañía fue contratada por Propaganda Games y Threewave Software para realizar varios diseños de mapas para el videojuego Turok en 2008. También asumió la portabilidad del videojuego de Rockstar Vancouver, Bully, a Xbox 360 en forma de Bully: Scholarship Edition (También lanzado en Wii (Porteado por Rockstar Toronto) y PC).
El 4 de abril de 2008, Rockstar Games anunció que compró el estudio y lo renombró Rockstar New England.

## Juegos

### Mad Doc Software
- Star Trek: Armada II (2001) (Microsoft Windows)
- Jane's Attack Squadron (2002) (Microsoft Windows)
- Empire Earth: The Art of Conquest (2002) (Microsoft Windows)
- Dungeon Siege: Legends of Aranna (2003) (Microsoft Windows)
- Empire Earth II (2005) (Microsoft Windows)
- Empire Earth II: The Art of Supremacy (2006) (Microsoft Windows)
- Star Trek: Legacy (2006) (Microsoft Windows, Xbox 360)
- Empire Earth III (2007) (Microsoft Windows)
- Iron Man (2008) (PS3 y Xbox 360) (con Sega y Secret Level)
- Brothers in Arms: Hell's Highway (2008)  (PS3, Xbox 360 y PC) (con Ubisoft y Gearbox Software)
- Turok (2008) (PS3, Xbox 360 y PC) (con Disney Interactive Studios y Propaganda Games)
- Bully: Scholarship Edition (2008) (Xbox 360) (con Rockstar Vancouver y Rockstar Toronto)

### Rockstar New England
- Bully: Scholarship Edition (2008) (PC) (con Rockstar Vancouver)
- Grand Theft Auto IV (2008) (PC) (con Rockstar North y Rockstar Toronto)
- Grand Theft Auto IV: The Lost and Damned (2009) (PC) (con Rockstar North y Rockstar Toronto)
- Grand Theft Auto: The Ballad of Gay Tony (2009) (PC) (con Rockstar North y Rockstar Toronto)
- Red Dead Redemption (PS3 y Xbox 360) (2010) (con Rockstar San Diego y Rockstar Studios)
- L.A. Noire (PS3 y Xbox 360) (2011) (con Team Bondi y Rockstar Studios)
- Max Payne 3 (PS3 y Xbox 360) (2012) (con Rockstar Vancouver y Rockstar Studios)
- Grand Theft Auto V (PS3 y Xbox 360) (2013) (con Rockstar North y Rockstar Studios)
- Red Dead Redemption 2 (PS4 y Xbox One) (2018) (con Rockstar San Diego y Rockstar Studios)